# Nathalie (Virginia)
Nathalie es un lugar designado por el censo situado en el condado de Halifax, Virginia  (Estados Unidos). Según el censo de 2010 tenía una población de 183 habitantes.

## Demografía
Según el censo de 2010, Nathalie tenía una población en la que el 42,1% eran blancos; el 55,2% afroamericanos; el 1,1% eran indios americanos y nativos de Alaska; el 0,0% eran asiáticos; el 0,0% hawaianos y otros isleños del Pacífico; el 1,6% de otra raza, y el 0,0% a partir de dos o más razas. El 2,2% del total de la población eran hispanos o latinos de cualquier raza.